# Dylan Schmidt
Dylan Schmidt (Southport, 7 de janeiro de 1997) é um ginasta neozelandês, medalhista olímpico.

## Carreira
Schmidt conquistou a medalha de bronze nos Jogos Olímpicos de Verão de 2020 em Tóquio na prova masculina da ginástica de trampolim com um total de 60675 pontos na sua performance. Ele foi o primeiro atleta da Nova Zelândia a competir nessa modalidade. Em 2022, obteve o ouro no individual do Campeonato Mundial em Sófia com a pontuação de 60720.